# Hurikán Irma
Hurikán Irma byla tropická cyklóna a čtvrtý hurikán atlantické hurikánové sezóny roku 2017. Tento hurikán je považován za jeden z největších hurikánů v historii přírodních katastrof. Evakuováno bylo přes 7 milionů lidí. Síla větru přesahovala 250 km/h. Vlny díky síle větru dosahovaly až 8 metrů.
Jedná se o devátou pojmenovanou bouři, čtvrtý hurikán a druhý hurikán kategorie 3 a výše pro atlantickou hurikánovou sezónu 2017. Bouře se zformovala 30. srpna 2017 nedaleko souostroví Kapverd ve východní části Atlantského oceánu. Následujícího dne Irma zesílila a zamířila směrem ke Karibiku. 4. září 2017 Irma dosáhla síly hurikánu čtvrté kategorie a následujícího dne páté kategorie. Díky své síle je Irma jeden z nejsilnějších hurikánů v historii Atlantského oceánu.
Irma má na svědomí 134 obětí, 28 na Malých Antilách, 10 na Kubě, 3 v Portoriku, 1 na Haiti, 90 v USA a 2 jsou neznámého původu.

## Postup
Národní středisko pro hurikány (NHC) začalo 26. srpna pozorovat tropickou vlnu vyvíjející se u západního pobřeží Afriky. Za tropickou cyklónu byl systém prohlášen 30. srpna. 4. září vyhlásilo národní středisko pro hurikány varování pro Závětrné ostrovy a Portoriko.
Dne 4. září 2017 vyhlásil guvernér amerického státu Florida stav nouze a nechal rozmístit 100 příslušníků národní gardy na území státu, aby mohli pomáhat s přípravami na příchod hurikánu. Do 8. září poté bylo rozmístěno 7000 lidí. Dočasně také nechal zrušit poplatky za některé silnice a dálnice, aby bylo možné usnadnit evakuaci lidí v oblastech, kudy se předpokládalo, že by hurikán mohl postupovat. Od 6. září byly na území Florida Keys uzavřeny všechny školy. Z ostrovů bylo rovněž evakuováno tamní obyvatelstvo, včetně turistů. Kromě Florida Keys byly uzavřeny školy ve 44 floridských okresech (z celkem 67). Následně guvernér Scott nařídil uzavření všech typů škol na území celého státu, a to mezi 8. a 11. zářím.
6. září nařídil starosta Fort Lauderdale evakuaci všech obyvatel východně od silnice US 1. Přemístěno bylo několik milionů lidí a evakuace byla největší v dějinách státu. O den později bylo vydáno varování před hurikánem pro části jižní Floridy od Jupiter Inlet až po Bonita Beach, včetně Florida Keys. To bylo později rozšířeno o území až po Miami. V sobotu 9. září ukončila provoz všechna větší letiště na jihu území státu, včetně Letiště Fort Lauderdale-Hollywood a Miami International Airport.
5. září zasáhl hurikán Irma Malé Antily s rychlostí větru kolem 290 km/h. V ranních hodinách 6. září 2017 oko hurikánu přešlo přes ostrov Barbudu, kde byl zaznamenán vítr o rychlosti přes 300 km/h. Následujícího dne zasáhl hurikán Portoriko a Hispaniolu. Dne 9. září 2017 hurikán zasáhl východní část Kuby. Hurikán sice zeslábl na 4. kategorii, nicméně vítr dosahoval i tak rychlosti 250 km/h. Severozápadním směrem postupoval rychlostí 19 km/h. V provinciích Mayabeque, Matanzas a v Havaně vyhlásily úřady mimořádný stav. 10. září zasáhl hurikán Floridu a následujícího dne státy Georgiu, Alabamu a Jižní Karolínu.